# Axelborg
Axelborg, tegnet af arkitekterne Arthur Wittmaack og V. Hvalsøe og opført i 1920, er et bygningskompleks i København, der fungerer som hovedsæde for Landbrug & Fødevarer.
Oprindeligt blev bygningen opført til Den Danske Andelsbank og Arbejdernes Andels-Boligforening. Da bygningen stod færdig, var den Københavns næsthøjeste, kun overgået af Christiansborg. Dengang mente mange, at bygningen var for dominerende i bybilledet grundet sin størrelse.
I perioden 1928 til 1943 havde Statsradiofonien til huse i bygningen, indtil Radiohuset på Rosenørns Allé var klar til indflytning. Bygningen er udvidet mod øst i 1961-1965 i form af et kontorbyggeri, kaldet Ny Axelborg. I 2023 blev der konstateret PCB i denne bygning, der i løbet af 2024 blev fraflyttet og påbegyndt renoveret.
Landbrugsraadet flyttede ind på Axelborg i 1931 og med dannelsen af Landbrug & Fødevarer fik også den nye organisation domicil her. Axelborg anvendes derfor undertiden også som betegnelse for det organiserede danske landbrug, eksempelvis er den politiske aftale, der i 2024 blev indgået om grøn trepart omtalt som "Axelborg-aftalen".
Frem til 2017 havde også DLG hovedsæde på Axelborg.